# 後志広域連合
後志広域連合（しりべしこういきれんごう）は北海道後志総合振興局管内にある広域連合。同管内の16町村(島牧村、黒松内町、蘭越町、ニセコ町、真狩村、留寿都村、喜茂別町、京極町、倶知安町、共和町、泊村、神恵内村、積丹町、古平町、仁木町、赤井川村)で構成され、全国的にも最大規模の町村数である。

## 概要
平成の大合併の時期、後志管内でも各町村で合併協議会が構成されたが、全て協議の決裂等により合併できなかったことから、将来的に各町村が1つにまとまる足がかりとして、蘭越町が音頭をとる形で、平成19年4月24日に設立された。
業務内容は、平成19年度から税の滞納整理から始まり、平成21年度から続いて国民健康保険事業、介護保険事業が開始された。
事務局は、倶知安町にある北海道後志総合振興局の1室を借り、業務を行っている。